# Мечковци
Мечковци е село в Западна България.
То се намира в Община Ихтиман, Софийска област.

## География
Село Мечковци се намира в планински район на около 3,5 километра, североизточно от с. Вакарел, по шосето за Панагюрище и се състои от две отделни махали – от двете страни на големия Мечковски дол. Двете махали са свързани от черен път, като разстоянието между тях е около половин километър. Около селото има добре запазени букови гори.
Третият значителен рид на Вакарелската планина започва с име Солакова могила, между р. Суха и р. Вуковия, югоизточно от с. Гюреджия. Той има до махалата Мечковци почти меридианна посока, като част от него при махала Селянин се нарича Бойчовец, а при махала Мечковци – Кукулевица. От последната махала той започва да се извива, за да образува към североизток дъга. След Мечковци, та чак до махала Бузяковци ридът се нарича Циганката. С това име се обхваща голяма част от рида, поради което и той целият би могъл да го носи. След с. Джамузовци той взема името на връх Гарваница (1099 м), най-високият връх на Вакарелския дял, и се нарича така до плоскостите, по които е разположено с. Бърдо. Несъмнено той е носил подобно име в тази част, за да се възприеме то по-късно от появилото се на това място селище.
Връх Куколевица над махалата е висок 1018 m.

## История
За основатели на махала Мечковци се считат двамата братя Мито и Младен, от които водят началото си двата големи рода, а именно Младеновци (20 къщи) и Митовци (17 къщи). Две къщи от Младеновци се наричат още и Скоревци. За тях се приказва, че са дошли по-късно, защото имотът им не е размесен с този на другите, а е по-настрани. Допреди 40 години цялата махала е била на лявата страна на големия Мечков дол, който е всъщност началото на Суха река. От това време Младеновци започват постепенно да се изместват на отсрещната страна, на по-осадно и по-слънчево място. Там са отишли и няколко къщи от Митовци. Всички, които са се изместили, сега се наричат новоселци. Към Мечковци са се преселили между 1906 и 1910 г. четирите последни къщи от разтурената вече малка махала Пореванци. 

## Културни и природни забележителности
Над село Мечковци, по шосето в посока Панагюрище, се намира малкият и красиво изографисан параклис „Света Троица“. От него се открива прекрасна гледка към Средна гора, Рила, Витоша и Ихтиманското поле. Непосредствено до параклиса в буковата гора се намира местността „Светата вода“ с изворче, за което преданието твърди, че помага за болни очи.
Параклисът „Света Троица“ е построен през 1930 г. по настояване на Дафина Георгиева Кръстева /1896 – 1968/!. Със собствени средства Христоско Йорданов Христосков /1925 – 1989/ от м. Богдановци започва възстановяването на параклиса още преди 1989 г. Делото е продължено и завършено от Никола Захариев Кръстев /1934 – 2003/и жена му Цветана Стойчева Кръстева /род. 1935 г./ от София, които довършват възстановяването и подновяват традицията за честване празника на параклиса – Петдесетница.
Параклисът е благоустроен и до него има просторен навес за празнуване и огнище с камина.
Народно основно училище в селото е открито през 1917 г. в махалата от лявата страна на Мечковския дол, като то не функционира от края на петдесетте години на миналия век.
През 1941 г. в махала Мечковци се открива читалище наречено „Слънце“. Вследствие на евакуацията на София през 1941 – 1944 в махалата се завръщат много млади хора, членовете достигат 120 души. Всяка година се изнасят по 2 или 3 пиеси. През 1942 година е представена пиесата „Боряна“ от Йовков, тогава читалището се води от Илия Спасов и Димитър АТАНАСОВ /Митрето/. За читалищна сграда се използва домът на Георги Русинов, тъй като в училището е разформирован полковник от Бронираната бригада, която тогава е базирана в Нови Искър. Участници са Станко Спасов, Недко Спасов, Цветан Николов, Петко Занев, Трендафил Велев, Крум Балабански.
Читалището води активен живот до към края на 1944 г. и постепенно преустановява своята дейност след като младежите се пръскат в София и околните градове.
В махалата, от дясната страна на Мечковския дол, има чешма построена през 1936 г. в памет на героите загинали в освободителните войни и тези за национално обединение /1878 – 1918/ с паметна плоча и следните имена:
Пешо Митовъ, Спасъ Г. Геневъ, Нако Стоиловъ, Петъръ Стоиловъ, Георги Н. Петревъ, Димитъръ Василевъ, Истилянъ Стойковъ, Димитъръ Р. Павлевъ.

## Редовни събития
Всяка година на Петдесетница в края на май или началото на юни в местността Светата вода, която се намира до параклиса „Света троица“, се провежда традиционен курбан-събор с оркестър и съответно църковна служба за здраве.

## Други
Климатът е планински, предвид надморската височина – 930 – 950 m, като растителността се развива с около 20 – 30 дни след тази в София. Въздухът е чист и района е с отлична екология.
Постоянни жители са около 5 – 6 души, а през лятото всички къщи се ползват като вили и има голямо оживление.
Селото е изцяло електрифицирано и отчасти водоснабдено от собствен каптаж. Повечето къщи са вилни постройки и ползват собствени сондажи за вода. В селото има регулация от тридесетте години на миналия век. Асфалтирани и осветени нощем са двете главни улици, но връзката с по-далечната махала е по черен път, който бе повреден при невиждано прииждане след дъжд на потока в Мечковския дол през лятото на 2005 г., но после бе възстановен.
В селото няма магазини и всичко се закупува от Вакарел.
Селото се обслужва от СОТ във Вакарел.